# Letis janthinea
Letis janthinea là một loài bướm đêm trong họ Erebidae.